# 紀欽
紀欽（1426年—？），字敬之，直隸大名府開州人，明朝政治人物。進士出身。

## 生平
順天府鄉試第十六名。天順四年（1460年）庚辰科會試第一百四十二名，殿試登進士第二甲第二十五名。

## 家族
曾祖紀著，曾任右僉都御史。祖父紀彥常。父亲紀振，曾任吏部員外郎。